# Оляница
Оля́ница (укр. Оляниця) — село на Украине, находится в Тростянецком районе Винницкой области.
Код КОАТУУ — 0524184601. Население по переписи 2001 года составляет 1236 человек. Почтовый индекс — 24326. Телефонный код — 4343.
Занимает площадь 2,7 км².

## Адрес местного совета
24326, Винницкая область, Тростянецкий р-н, с. Оляница, ул. Першотравнева, 61, тел. 29-4-42, 29-4-31